# ジョン・レノン・アンソロジー
『ジョン・レノン・アンソロジー』(英語: John Lennon Anthology)は、1998年発表のジョン・レノンのボックス・セット。全英62位、全米99位、日本30位を記録した。

## 概要
94曲の未発表音源、そのうち数曲の未発表曲によるCD4枚組ボックス・セット。1970～1980年代、ビートルズ解散～暗殺事件までのアウトテイクを年代順に「アスコット」「ニューヨーク・シティ」「失われた週末」「ダコタ」のタイトルを冠した4分構成となっている。
ほぼ時系列に並んでいるが、各ディスクに1曲ずつ時代を無視した楽曲が収録されている。
3面開きのデジパックCD4枚とブックレットがボックスに収納されている。日本盤ボックスはブックレット収納箇所が無い。
日本の東芝EMI発売盤封入のアンケートはがき回答者に、抽選で1000名にテレホンカードがプレゼントされた。同時に回答者全員に「ジョンへのメッセージ集」なる本が作られプレゼントされる事になっていたが、こちらは作られる事もなく終わった。
ダイジェスト盤として『ウォンサポナタイム』もリリースされており、一部の楽曲ではトーク部分をカットしているなどの編集が行われている。
2023年現在、廃盤で配信・ストリーミング共に行われていない。

## 楽曲
後にビートルズの3人によって完成され、1996年にビートルズ名義で発売された第2弾マキシシングル「リアル・ラヴ」の原曲が収録されている。
「アイム・ザ・グレイテスト」「グッドナイト・ウィーン」はリンゴ・スターに提供した楽曲（前者は『リンゴ』、後者は『グッドナイト・ウィーン』に収録）のリハーサル・ヴァージョン。
「アイム・ルージング・ユー」は、バック・バンドが『ダブル・ファンタジー』のヴァージョンと違う顔ぶれで、チープ・トリックのリック・ニールセン、バン・E・カルロスが参加。短縮編集されているが、アメリカ盤プロモCDにはロング･バージョンで収録されている。
「サーヴ・ユアセルフ」は、ボブ・ディランの楽曲「ガッタ・サーヴ・サムバディ」（アルバム『スロー・トレイン・カミング』収録）に対するアンサー・ソング。
「グロー・オールド・ウィズ・ミー」はジョージ・マーティンによって新たにプロデュースされ、『ミルク・アンド・ハニー』と同じデモ・テープにオーケストラがオーバーダビングされたバージョン。

## 収録曲

### CD1 アスコット
1. 労働階級の英雄 -Working Class Hero ［リハーサル］
2. ゴッド(神）-God［アウトテイク］
3. 悟り-I Found Out ［ホーム・レコーディング］
4. しっかりジョン-Hold On ［アウトテイク］
5. 孤独-Isolation［アウトテイク］
6. ラヴ(愛)-Love ［アウトテイク］
7. マザー(母)-Mother［アウトテイク］
8. 思い出すんだ-Remember ［アウトテイク］
9. イマジン-Imagine[テイク　１］
10. 「フォーチュネトリー」（「ベッド・イン」より）
11. ウェル（ベイビー・プリーズ・ドント・ゴー）［ライヴ］
12. オー・マイ・ラヴ- Oh My Love ［アウトテイク］
13. ジェラス・ガイ- Jealous Guy ［アウトテイク］
14. マギー・メイ- Maggie Mae
15. ハウ・ドゥ・ユー・スリープ?（眠れるかい？）-How Do You Sleep? [アウトテイク］
16. ゴッド・セイヴ・オズ［デモ］
17. ドゥ・ジ・オズ-Do the Oz［2トラック・ミックス］
18. 兵隊にはなりたくない- I Don't Want To Be A Soldier ［アウトテイク］
19. 平和を我等に-Give Peace a Chance［リハーサル］
20. ぼくを見て-Look At Me ［アウトテイク］
21. ロング・ロスト・ジョン-Long Lost John [From 8 Track Plastic Ono Band （未発表）

### CD2 ニューヨーク・シティ
1. ニューヨーク・シティ-New York City ［ホーム・レコーディング］
2. アッティカ・ステート-Attica State ［ライヴ］
3. イマジン-Imagine ［ライヴ］
4. ブリング・オン・ザ・ルーシー-Bring on the Lucie(Freda Peeple)[フレダ・ピープル]
5. 女は世界の奴隷か!-Woman Is The Nigger Of The World[ホーム・レコーディング]
6. ジェラルド・リヴェラ「ワン・トゥ・ワン・コンサート」イントロ
7. 女は世界の奴隷か!-Woman Is The Nigger Of The World　［ライヴ］
8. イッツ・ソー・ハード-It's So Hard ［ライヴ］
9. カム・トゥゲザー-Come Together ［ライヴ］
10. ハッピー・クリスマス（戦争は終った）-Happy Xmas(War Is Over)[ラフ・ミックス]
11. ラック・オブ・ジ・アイリッシュ-Luck of the Irish ［ライヴ］
12. ジョン・シンクレア-John Sinclair ［ライヴ］
13. 1972年1月13日「デヴィッド・フロスト・ショウ」でのジョンとヨーコ
14. マインド・ゲームス-Mind Games [アイ・プロミス]
15. マインド・ゲームス-Mind Games [メイク・ラヴ、ノット・ウォー]
16. ワン・デイ-One Day (At a Time)［アウトテイク］
17. アイ・ノウ-I Know (I Know)［ホーム・レコーディング］
18. アイム・ザ・グレイテスト-I'm the Greatest ［リハーサル］（未発表）
19. グッドナイト・ウィーン-Goodnight Vienna［リハーサル］（未発表）
20. ジェリー・ルイス・テレソン-Jerry Lewis Telethon
21. ｢ア・キッス・イズ・ジャスト・ア・キッス｣-Kiss Is Just a Kiss(As Time Goes By)
22. リアル・ラヴ-Real Love ［ホーム・レコーディング］
23. ユー・アー・ヒア-You Are Here ［アウトテイク］

### CD3 失われた週末
1. ホワット・ユー・ガット-What You Got ［ホーム・レコーディング］
2. 愛の不毛-Nobody Loves You When You're Down And Out ［アウトテイク］
3. 真夜中を突っ走れ-Whatever Gets You Thru The Night[ホーム・レコーディング]
4. 真夜中を突っ走れ-Whatever Gets You Thru The Night ［スタジオ]
5. イエスタデイ-Yesterday ［パロディ]
6. ビー・バップ・ア・ルーラ-Be Bop A Lula ［アウトテイク］
7. メドレー：リップ・イット・アップ/レディ・テディ-Rip It Up/Ready Teddy
8. 心のしとねは何処-Scared ［アウトテイク］
9. 鋼のように、ガラスの如く-Steel And Glass ［アウトテイク］
10. 予期せぬ驚き-Surprise Surprise (Sweet Bird Of Paradox) ［アウトテイク］
11. 果てしなき愛（ブレッス・ユー）-Bless You ［アウトテイク］
12. 愛を生き抜こう-Going Down On Love ［インストラクション］
13. ようこそレノン夫人-Move Over Ms L［アウトテイク］
14. エイント・シー・スウィート-Ain't She Sweet (未発表)
15. スリッピン・アンド・スライディン-Slippin' And Slidin' [アウトテイク］
16. ペギー・スー-Peggy Sue ［アウトテイク］
17. メドレー：悲しき叫び/センド・ミー・サム・ラヴィン-Bring It On Home To Me/Send Me Some Lovin'
18. フィル＆ジョン1-Phil And John 1
19. フィル＆ジョン2-Phil And John 2
20. フィル＆ジョン3-Phil And John 3
21. ｢ホェン・イン・ダウト、ファック・イット」-When In Doubt Fuck It
22. ビー・マイ・ベイビー-Be My Baby （未発表）
23. ストレンジャーズ・ルーム-Stranger's Room
24. 枯れた道-Old Dirt Road ［アウトテイク］

### CD4 ダコタ
1. アイム・ルージング・ユー-I'm Losing You ［リハーサル］
2. ショーンの「リトル・ヘルプ-Sean's Little Help
3. サーヴ・ユアセルフ-Serve Yourself
4. マイ・ライフ（スターティング・オーヴァー）-My Life
5. ノーバディ・トールド・ミー-Nobody Told Me ［アウトテイク］
6. ライフ・ビギンズ・アット・40-Life Begins At 40
7. アイ・ドント・ワナ・フェイス・イット-I Don't Wanna Face It ［アウトテイク］
8. ウーマン-Woman ［ホーム・レコーディング］
9. 愛するヨーコ-Dear Yoko ［アウトテイク］
10. ウォッチング・ザ・ホイールズ-Watching The Wheels ［ホーム・レコーディング］
11. アイム・ステッピング・アウト-I'm Stepping Out ［アウトテイク］
12. ボロード・タイム-Borrowed Time ［ホーム・レコーディング］
13. ザ・リシ・ケシュ・ソング-Rishi Kesh Song (未発表)
14. ショーンの「ラウド」-Sean's Loud
15. ビューティフル・ボーイ-Beautiful Boy ［アウトテイク］
16. ミスター・ハイドズ・ゴーン（ドント・ビー・アフレイド）Mr Hyde's Gone (Don't Be Afraid) （未発表）
17. オンリー・ユー-ONLY YOU（未発表）
18. グロー・オールド・ウィズ・ミー-Grow Old With Me［ストリングス入り］
19. ディア・ジョン＋サムシング・モア-Dear John（未発表）+Something More
20. ザ・グレイト・ウォック-Great Wok
21. ムーチョ・マンゴ-Mucho Mungo （未発表）
22. 諷刺曲1-Satire 1
23. 諷刺曲2-Satire 2
24. 諷刺曲3-Satire 3
25. ショーンの「イン・ザ・スカイ｣-Sean's In The Sky
26. イッツ・リアル-It's Real （未発表）